# 苏振兴
苏振兴（1937年4月—），湖南汨罗人，中华人民共和国拉美研究专家，中国社会科学院研究员、学部委员。